# Biblioteche provinciali dell'Impero romano
Nell'anno 395 d.C. l'immensa area di nazioni controllate da Roma, che si estendeva dalla Britannia al Vicino Oriente, fu divisa tra Impero d'Oriente e Impero d'Occidente. Fu l'inevitabile risultato di una differenza fondamentale: quello che diventò l'Impero d'Oriente - la Grecia, le Isole greche, l'Asia Minore, il Levante, l'Egitto - parlava il greco e godeva di una cultura greca che molto precedeva la conquista romana e che non fu mai soppressa nonostante l'invasione di soldati romani, gli amministratori, i commercianti, gli imprenditori, e altri. Per quello che divenne l'Impero d'Occidente - l'Italia, la Francia, la Spagna, la Britannia, la costa settentrionale dell'Africa - la situazione si rovesciò: una volta che le legioni avevano invaso quelle terre, il latino gradualmente diventò la lingua comune e la cultura romana prevalse su tutte le altre culture locali.
Con la cultura romana, arrivarono quindi anche le biblioteche romane, biblioteche pubbliche già ben funzionanti nella capitale, la città di Roma.

## La lingua nella province
(Graffito rinvenuto su un muro di Pompei, 79 d.C.)

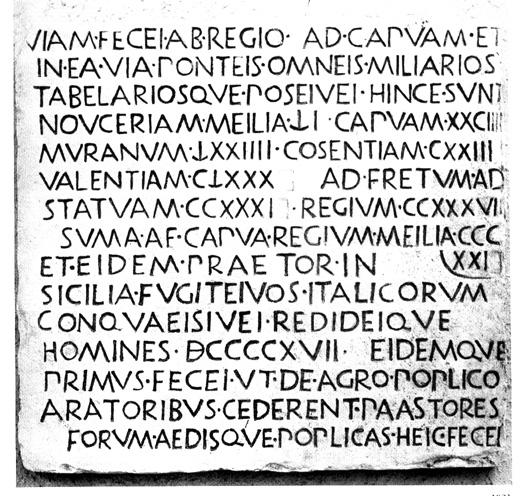
Cippo ritrovato a Polla, vicino a Salerno, che descrive i centri attraversati dalla Via Popilia (Via Capua-Rhegium) strada consolare romana che permetteva i collegamenti tra Roma e Reggio Calabria

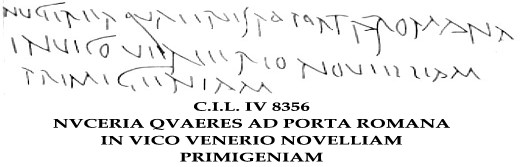
Iscrizione pompeiana riferita a Novellia Primigenia

La carriera di conquiste che Roma condusse nel periodo imperiale iniziò con l'Italia e, con Augusto il latino si stabilì su tutta la penisola come lingua dominante e la cultura romana come cultura dominante. Inoltre, entro la metà del I secolo d.C. l'alfabetizzazione aveva raggiunto livelli alti, a giudicare da quello che si è rinvenuto presso gli Scavi archeologici di Pompei, importanti fornitori di informazioni sulla vita quotidiana romana. Sulle pareti delle stanze e sulle facciate della case e altre superfici, ci sono centinaia di graffiti; sono stati così ben protetti nei secoli dalla copertura di cenere vulcanica, che possono tuttora esser letti facilmente.Per esempio, vedi Note 
I più rudimentali sono naturalmente, a modo loro, quelli che rivelano di più - lettere dell'alfabeto scribacchiate in basso ai muri di stanze, senza dubbio opera di ragazzini che si esercitavano nell'abecedario. Devono esser anche stati questi ragazzini, alcuni già avanti nella propria istruzione che, ripetendo quello che imparavano a scuola, scrivevano graffiti contenenti versi di Virgilio (arma virumque cano, i versi di apertura dell'Eneide, appaiono spesso). Molti pompeiani scrivevano sui muri le gioie e tribolazioni dei loro amori: alcune frasi non solo erano istruite, ma anche ispirate, in grado di esprimere i propri sentimenti citando versi di Properzio, Tibullo e Ovidio, il poeta dell'amore per eccellenza. Gli artisti che decoravano le pareti coi loro affreschi portano testimonianza della cultura di Pompei non meno degli scribacchini che li deturpavano coi loro graffiti: dipingevano infatti ritratti di uomini che tengono in mano un rotolo e donne che scrivono su taccuini, includendo anche nelle loro nature morte gli strumenti della scrittura e altri materiali affini - penna, inchiostro, rotoli, tavolette.

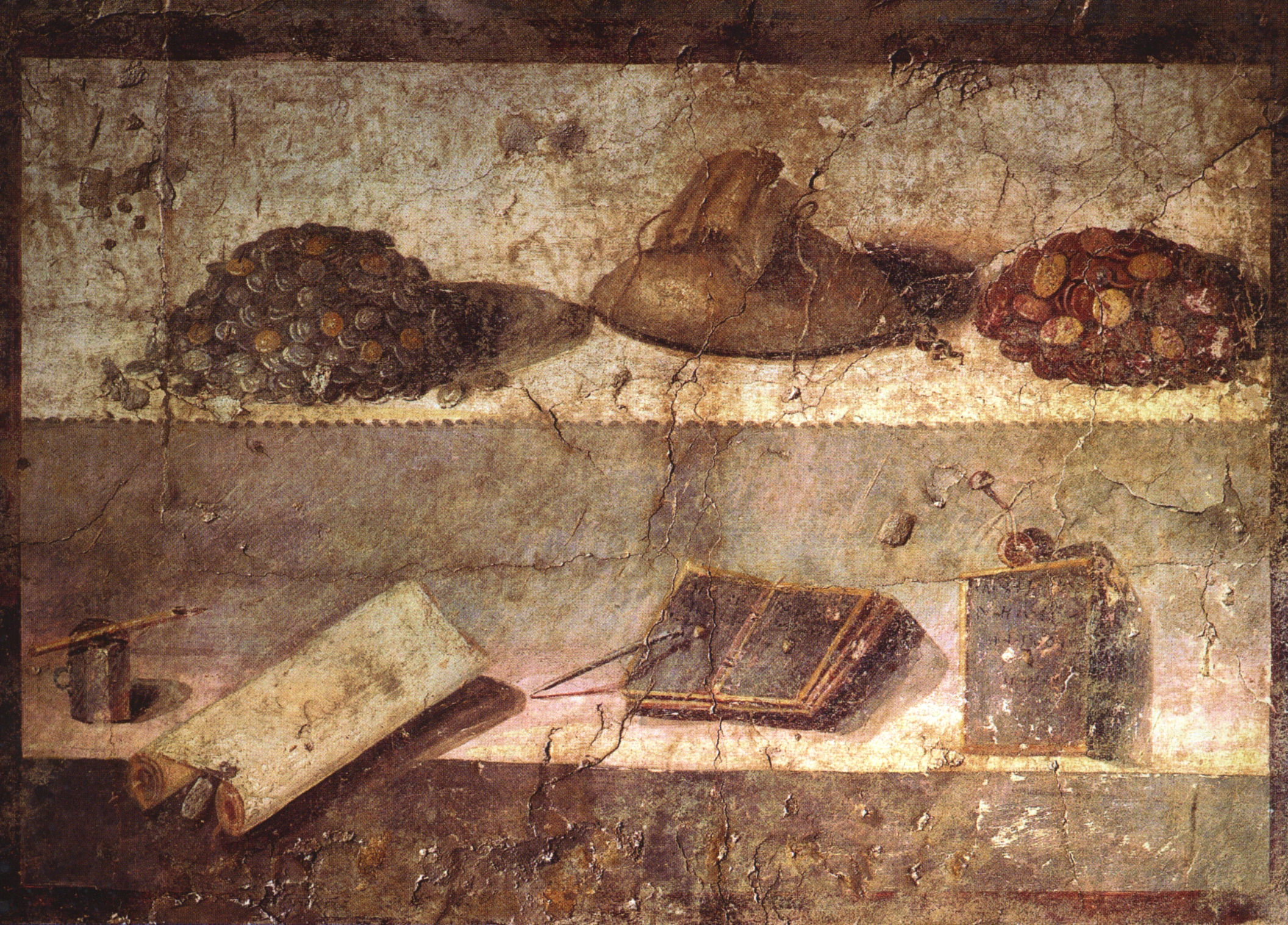
Pompei, Praedia di Iulia Felix.
Quadro con natura morta e vari strumenti di scrittura

Chiaramente, leggere e scrivere non erano limitati alle classi superiori della popolazione cittadina, e non c'è ragione di pensare che Pompei fosse un caso eccezionale: altre comunità italiane erano certo ugualmente alfabetizzate e istruite.
Quindi non c'è da sorprendersi che ci fossero biblioteche pubbliche a Pompei e altrove in Italia. Nello specifico, a Pompei sono stati rinvenuti veri e propri reperti; altrove le prove ci vengono dalle iscrizioni, che tra l'altro ci informano che, come succedeva per le biblioteche dei tempi ellenistici (o anche per certe biblioteche moderne in Europa e negli Stati Uniti d'America), i finanziamenti per crearle provenivano non da denaro governativo, ma da generosi benefattori. Un'iscrizione di Comum (Como) registra che Plinio il Giovane, che era del posto, tra gli altri regali che fece alla sua città natia, ci fu una biblioteca insieme a un finanziamento di 100.000 sesterzi (equivalenti forse a circa 400.000 euro di oggi in potere di acquisto) per mantenerla. Un'iscrizione di Sessa Aurunca (vicino alla costa, tra Roma e Napoli) cita una bibliotheca Matidiana: questo nome fa pensare che la donatrice della bibliotheca fosse Matidia, suocera di Adriano. A Volsinii (Bolsena, vicino a Orvieto), un'iscrizione avvisa che uno dei suoi cittadini offrì una biblioteca e i libri per rifornirla. Tibur (Tivoli) aveva una biblioteca, come sappiamo da un aneddoto di Aulo Gellio. E questi sono solo alcuni degli esempi che ci fornisce l'archeologia e che sono entrati a far parte della storia - altri se ne possono citare, ma molti ancora sono scomparsi senza lasciar traccia.

## Le biblioteche delle province orientali
A est dell'Italia, nella parte dell'impero che parlava greco, le biblioteche esistevano sin dai tempi ellenistici. Nel I e II secolo d.C. quando, insieme al resto del mondo mediterraneo, godeva la pace e prosperità della Pax Romana, ancor più biblioteche furono costruite in numerosi centri d'importanza. Esse rivelano l'impatto dei nuovi dominatori: sono quasi tutte del tipo e stile romani, sale di lettura con i libri archiviati lungo le pareti.

### La Biblioteca di Alessandria
Alessandria era caduta nelle mani dei romani insieme al resto dell'Egitto nel 30 a.C. La sua grande biblioteca fu mantenuta in vita e, durante il regno di Claudio, fu allargata con un'"Estensione Claudiana" dove una volta all'anno una delle due storie che questo erudito imperatore aveva scritto - una storia degli Etruschi, composta da ben trenta volumi, e una storia di Cartagine, composta da otto volumi - veniva letta ad alta voce dall'inizio alla fine; l'altra era letta da qualche parte nell'edificio centrale. Dato che lo studioso imperatore le aveva scritte in greco e non in latino, la lingua non presentava difficoltà per gli ascoltatori alessandrini. C'è da supporre che la nuova estensione, oltre a essere adibita a stanza delle conferenze (per le "letture claudiane"), tenesse copie delle succitate storie cosicché potessero esser consultate in qualsiasi momento e non solo sentirle enunciate da un dicitore una volta all'anno. Gli architetti avranno di certo aggiunto alle specifiche tecniche alcune nicchie di stile romano per librerie - o anche più di alcune, per alloggiarci le opere in greco di altri autori romani scelti.

### La Biblioteca di Pergamo
La rivale di Alessandria, la Biblioteca di Pergamo, era entrata sotto il controllo dei romani un secolo prima, subito dopo il 133 a.C., quando avevano conquistato il regno degli Attalidi. Ovviamente mantennero la biblioteca in auge, ma fino al tempo di Marco Antonio e della sua relazione con Cleopatra, cioè negli anni che portarono poi alla battaglia di Azio nel 31 a.C. – dato che uno dei suoi esagerati atti d'amore fu quello di regalarle i 200.000 volumi che conteneva (e che forse lei aggiunse alla collezione alessandrina). Ciò si conosce da una fonte non troppo attendibile, ma che potrebbe essere degna di esser creduta. Gli Attalidi avevano creato la biblioteca per esaltare l'immagine del loro regime; ora che se n'erano andati, andata era anche la sua ragione di esistere - come finiti erano pure i sussidi monetari che le servivano per funzionare. L'atto di Antonio potrebbe anche esser stato un modo astuto di liberarsi di un peso finanziario che, dal proprio punto di vista, non aveva bisogno di continuare a gravare sull'erario dello Stato.
Durante il regno di Adriano, Pergamo acquisì un'altra biblioteca, molto più piccola di quella degli Attalidi e alquanto differente come scopo. Alla periferia della città c'era un santuario di Esculapio, che era diventato un rinomato centro della salute dove, oltre agli edifici dedicati alla cura dei pazienti, c'erano dei locali per aiutare a passare il tempo, come i portici per rilassanti passeggiate, e un teatro per vari tipi di rappresentazioni. Un'iscrizione rinvenuta recentemente dichiara che una donna benefattrice locale, Flavia Melitina, aveva aggiunto una biblioteca, le cui rovine sono state trovate e dimostrano che tale biblioteca era tipicamente "romana", formata da una stanza con nicchie per librerie e, al centro della parete posteriore, un'abside per la statua d'obbligo. Di notevole grandezza, misurava 16,52 m dalla parte frontale e posteriore e 18,50 m ai lati, ma era bassa di soffitto, con un solo livello di nicchie, che ammontavano a un totale di sedici - due per parte nell'abside e sei per ciascuno dei muri laterali. In effetti, il dono di Melitina era una grande stanza di lettura con una modesta collezione di libri, proprio ciò che i frequentatori di un centro di salute avrebbero necessitato per passare il tempo.

### Atene

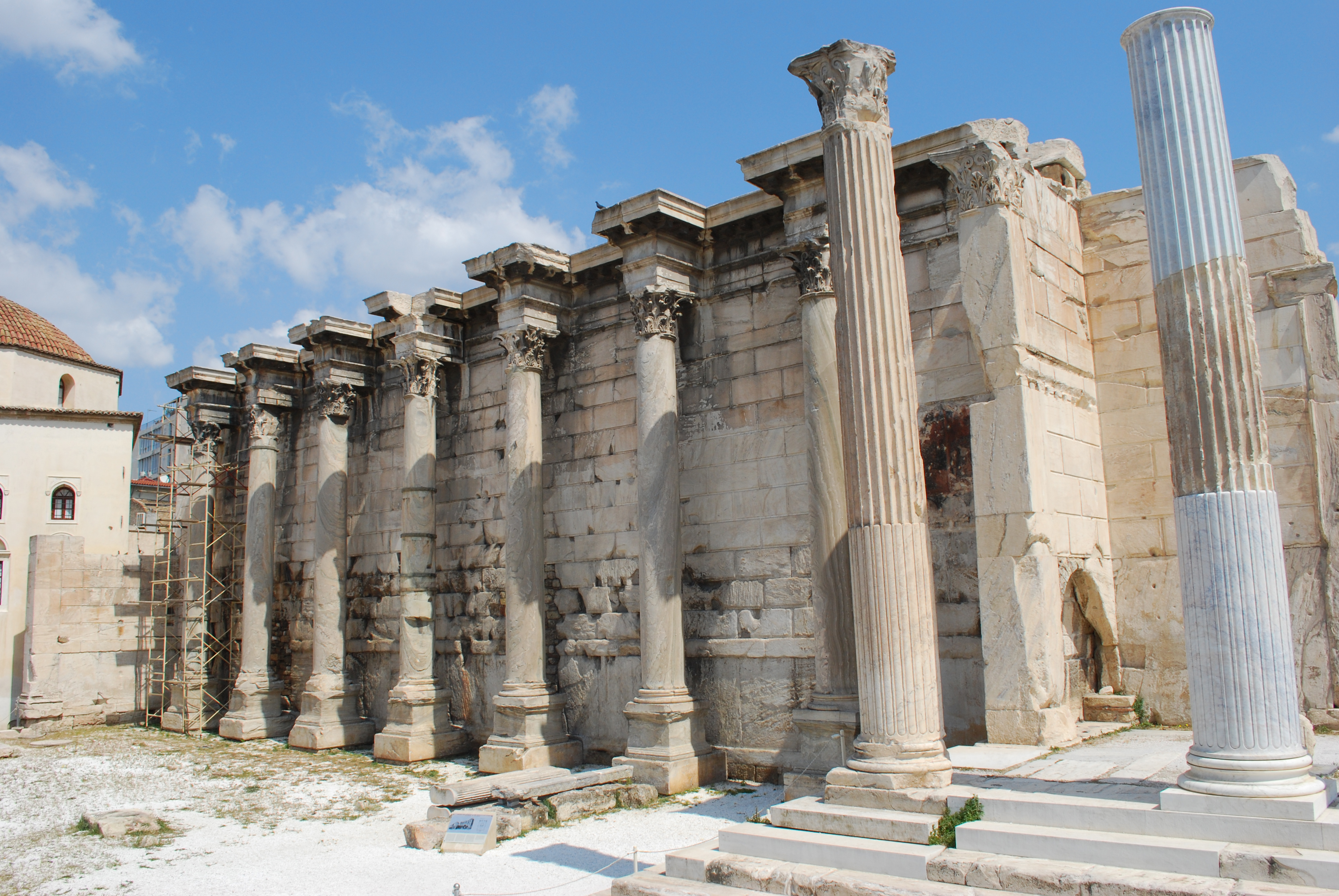
Biblioteca di Adriano ad Atene

Atene durante l'Impero Romano era ancora una città culturalmente importante e nei primi decenni del II secolo ottenne due biblioteche. Una fu convenientemente collocata nell'angolo sud-est dell'Agorà, dove gli archeologi hanno rinvenuto l'iscrizione che la sovrastava e annunciava: "Tito Flavio Pantaino... dedicò a Traiano... e alla città di Atene di tasca propria i colonnati, l'area che li circonda, la biblioteca coi suoi libri e tutte le relative ornamentazioni." Poco rimane delle struttura stessa e ciò che resta sembra comprovare che Pantaino fece costruire la sua biblioteca secondo lo stile tradizionale greco: una serie di piccole stanze che davano su un portico.
Circa duecento metri a nord-est della biblioteca di Pantaino, ce n'era un'altra, un elegante donativo di Adriano alla città. In realtà era una combinazione di biblioteca e chiostro (a quadriportico), un complesso strutturale che si estendeva a rettangolo e misurava 82 m ai lati e 60 m davanti e didietro. Un muro circondava il tutto, con il colonnato del chiostro che ornava l'interno. Lungo i lati il muro protendeva all'esterno in tre punti per creare dei recessi dove ci si poteva sedere a piacimento, mentre la grande area a cielo aperto nel centro era fornita di un giardino e una piscina. Il muro posteriore era arretrato dal colonnato per lasciar spazio a una fila di stanze, quella centrale più spaziosa delle altre, circa 23 m nella parte frontale e posteriore e 15 m ai lati. Questa era la biblioteca e, come ci si può aspettare da un dono dell'imperatore romano, di stile romano, con le pareti piene di nicchie. Il muro frontale era parallelo al colonnato del chiostro e, come le biblioteche delle terme di Roma, aveva come entrata un'apertura che dava sul colonnato stesso, senza porte ma solo quattro colonne che stavano a intervalli regolari: tali intervalli quasi sicuramente avevano cancelli di bronzo attaccati alle colonne, per chiudere il passaggio durante la notte. La parete posteriore aveva l'usuale abside per la statua. Le nicchie erano di misura standard, alte 2,80 m, larghe 1,20 m e profonde 0,50 m e, sebbene sopravvivano solo i reperti di un livello, ci sono indicazioni che di livelli ce ne fossero altri due in cima al primo. Questa disposizione permetteva l'alloggiamento di molte nicchie, almeno sessantasei in tutto, quasi il doppio di quelle della biblioteca di Traiano a Roma, sebbene quelle di Roma fossero più larghe e sicuramente più alte.

### La Biblioteca di Celso a Efeso

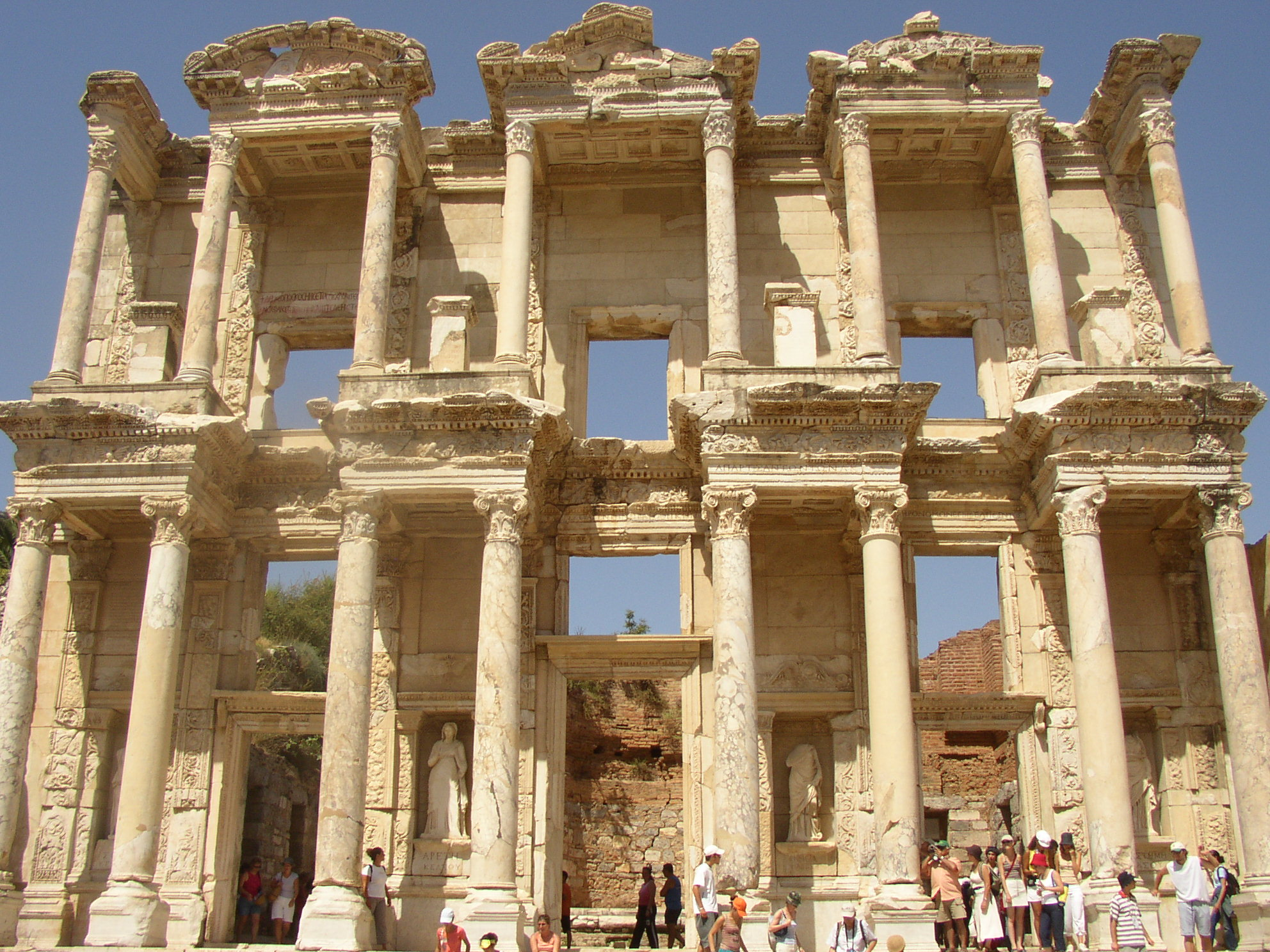
La Biblioteca di Celso

Verso lo stesso periodo che Atene riceveva il suo sontuoso regalo da Adriano, Efeso - sede del Governatore romano della provincia di quella zona e principale porto marittimo della costa occidentale dell'Asia Minore - riceveva una biblioteca più piccola ma ugualmente sontuosa. Una serie di iscrizioni ci informano che fu eretta da Tiberio Giulio Aquila Polemeano, come donazione alla sua città in memoria di suo padre, che era stato un uomo anche di maggior notorietà del figlio. Aquila, si apprende da una delle iscrizioni, morì prima che la struttura fosse completata, il che fu probabilmente verso il 135 d.C.:

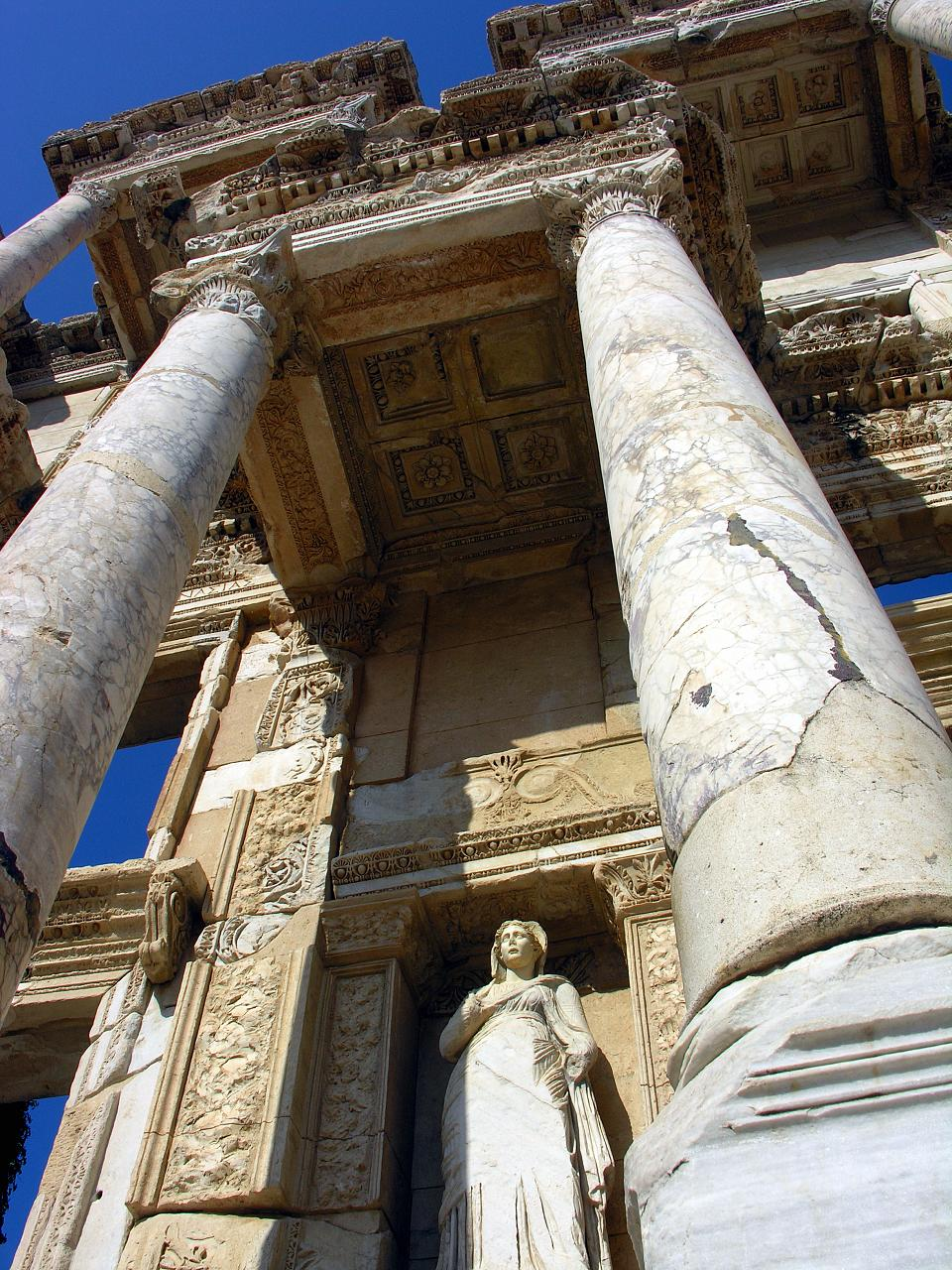
Facciata della Biblioteca di Celso, a due piani con colonne corinzie

Le rovine che gli archeologi sono stati in grado di ricostruire sono così numerose, che l'edificio è stato quasi completamente ricostruito nella sua interezza. I risultati sono sorprendenti: visitatori correnti possono ammirare una biblioteca romana quasi intatta che è allo stesso tempo una splendida struttura architettonica.
La parte più notevole è la facciata, tutta di marmo e a due livelli elaboratamente adorni di colonne, aedicula prominenti e una serie di statue. Una scalinata di otto gradini che percorrono tutta la sua lunghezza, portano al primo livello, che ha tre belle entrate affiancate da aedicula che proteggono alcune statue femminili: le iscrizioni sulle rispettive basi ci informano che esse rappresentano Sapienza, Virtù e Conoscenza - qualità esemplificate da Celso e, allo stesso tempo, temi che uno poteva ricercare tra le risorse della biblioteca. Il secondo livello ha tre aedicula, sormontate da frontoni massicci che incorniciano grandi finestre. L'interno è formato da una larga sala rettangolare lunga 16,70 m nei lati anteriore e posteriore e 10,90 m nei laterali, strutturata in stile standard romano con un'abside per la statua d'obbligo e le nicchie per le librerie. Le nicchie stesse misuravano 2,80 m in altezza e 1 m in larghezza (0,50 m in profondità), più strette del solito e su tre livelli sovrapposti. Nella parete posteriore l'abside, che si alzava quasi fino al soffitto, era affiancato in entrambi i lati da due nicchie su ogni livello, mentre le pareti laterali avevano ognuna tre livelli di tre nicchie: c'erano quindi trenta nicchie in tutto, in grado di ospitare almeno 3 000 rotoli. Sotto le nicchie del livello più basso un podio percorreva la sua lunghezza, alto 1 m e profondo 1,20 m, sul quale poggiavano le colonne che sostenevano la galleria che forniva l'accesso alle nicchie del secondo livello, il quale a sua volta sosteneva le colonne della galleria del terzo livello. Il tetto era piatto e si pensa avesse un oculo, un'apertura al suo centro, per far passare luce. Chiaramente era stata data maggior importanza alla bellezza e imponenza dell'edificio piuttosto che alle dimensioni della collezione libraria. Ciò è comprensibile: i resti dell'uomo alla cui memoria era stato eretto giacevano in un sarcofago monumentale dentro una stanza funeraria sotterranea sotto l'abside. Il palazzo era un mausoleo oltre che una biblioteca.

## Le province occidentali
Quando si prende in esame la parte occidentale dell'Impero Romano, ne emerge un quadro singolare: passando in rassegna tutte quelle aree geografiche che oggi sono l'Inghilterra, la Spagna, la Francia e la costa settentrionale dell'Africa, si evidenziano biblioteche solo in due località - Cartagine in Tunisia e Timgad in Algeria.

### Biblioteca di Cartagine
Sappiamo che esisteva una biblioteca a Cartagine perché uno scrittore romano del secondo secolo d.C. la menziona. La Cartagine originale, la grande capitale punica, era stata rasa al suolo dai romani nel 146 a.C. Augusto ci aveva costruito sopra una nuova città, che fiorì a divenire simile a Roma per grandezza e importanza, ottenendo molta fama quale centro d'istruzione. Che quindi avesse una biblioteca pare cosa logica.

### Biblioteca di Timgad

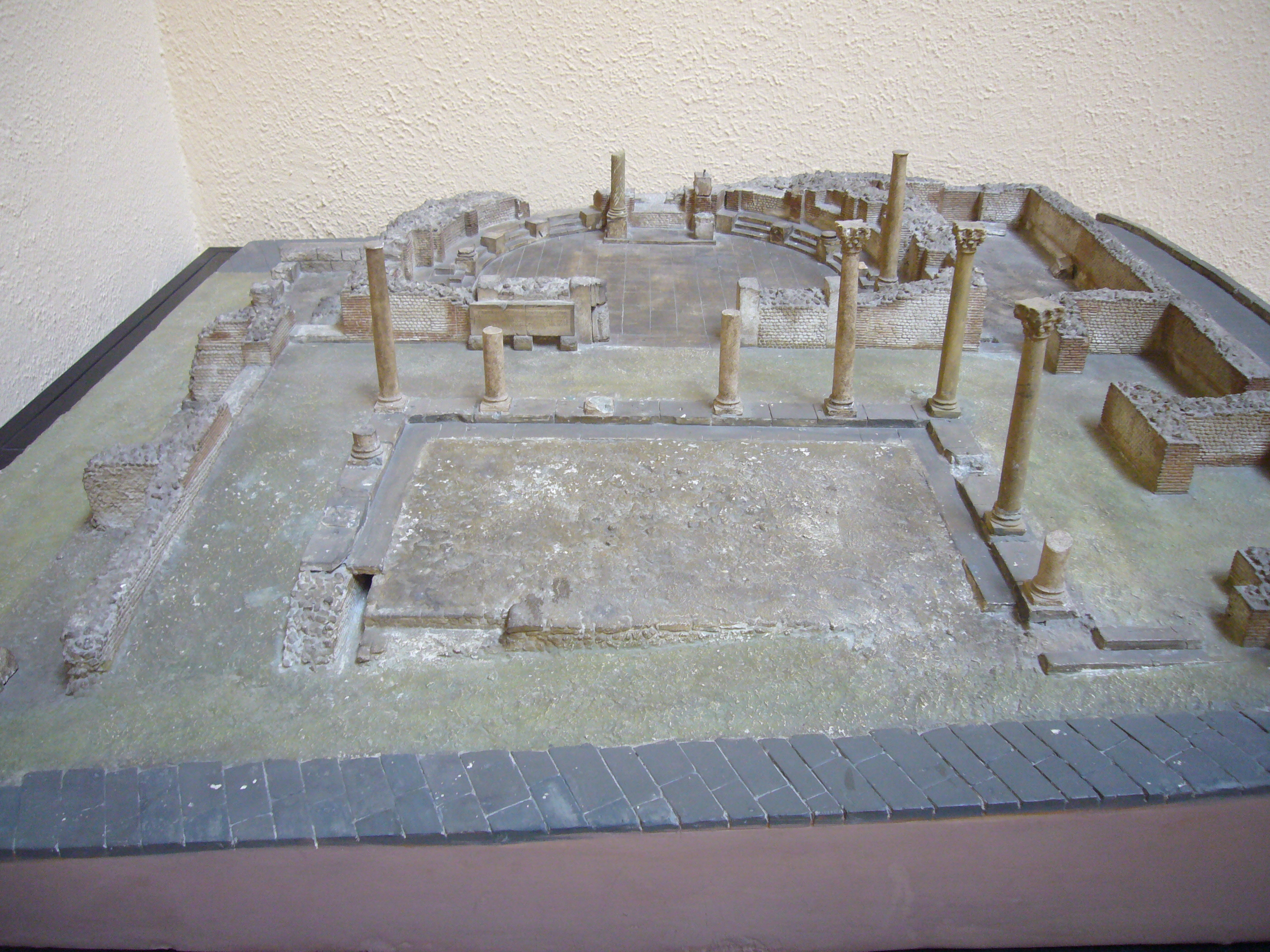
Maquette della biblioteca di Timgad (Algeria), Museo della civiltà romana, Roma.

Timgad - o in antichità, Thamugadi - fu fondata da Traiano nel 100 d.C. e divenne presto una città fiorente. Sappiamo che possedeva una biblioteca grazie alle estese indagini archeologiche svolte in situ. I relativi scavi portarono alla luce, in una delle antiche strade della città, le rovine di un fabbricato identificato come biblioteca da un'iscrizione. Finanziata da un generoso cittadino, non ci sono indicazioni di data, ma alcuni dettagli sembrano puntare verso il III secolo, forse anche più tardi - quindi era passato un secolo e più prima che tale città ottenesse una biblioteca. L'edificio era insolito, con forma absidale e sovrastato da un tetto a semicupola: un tipo di versione minore della biblioteca nelle Terme di Traiano a Roma. Al centro dell'incurvatura dell'abside c'era uno spazio per la statua e da entrambi i lati c'erano quattro nicchie per le librerie, ognuna larga 1,25 m e profonda 0,50 m, con un'altezza sicuramente di 2 m e più. Le porzioni superiori sono scomparse e non se ne possono quindi ricreare le misurazioni. Una stanza piccola e stretta affiancava la sala dell'abside in ciascun lato, quasi certamente per archiviare i libri, dato che le sole otto nicchie della biblioteca vera e propria non potevano alloggiare granché di una collezione, seppur modesta, di titoli latini.

## Collezioni
Che solo due biblioteche possano essere state registrate dalla Storia in merito alle provincie romane dell'occidente, non è certamente dovuto al fatto che ce ne fossero poche, ma piuttosto che le altre siano sfuggite alla traccia della Storia stessa, sia per mancanza di reperti archeologici sia per quella di citazioni letterarie dell'epoca antica. Infatti, le nostre informazioni sull'esistenza di biblioteche pubbliche, come del resto succede per molti aspetti del mondo antico, derivano da fonti spesso fortuite e casuali. Sappiamo della biblioteca di Cartagine solo grazie ad alcune osservazioni accidentali fatte da uno scrittore; conosciamo quella di Timgad solo perché il suo sito archeologico è stato scavato minuziosamente. Può darsi che in futuro gli archeologi scoprano nuove iscrizioni che citino il dono di libri di un benefattore romano alla locale biblioteca di, per esempio, Marsiglia o Narbona, dato che c'è da credere che esistessero biblioteche in quelle città, come in molte altre delle provincie occidentali dell'Impero romano.

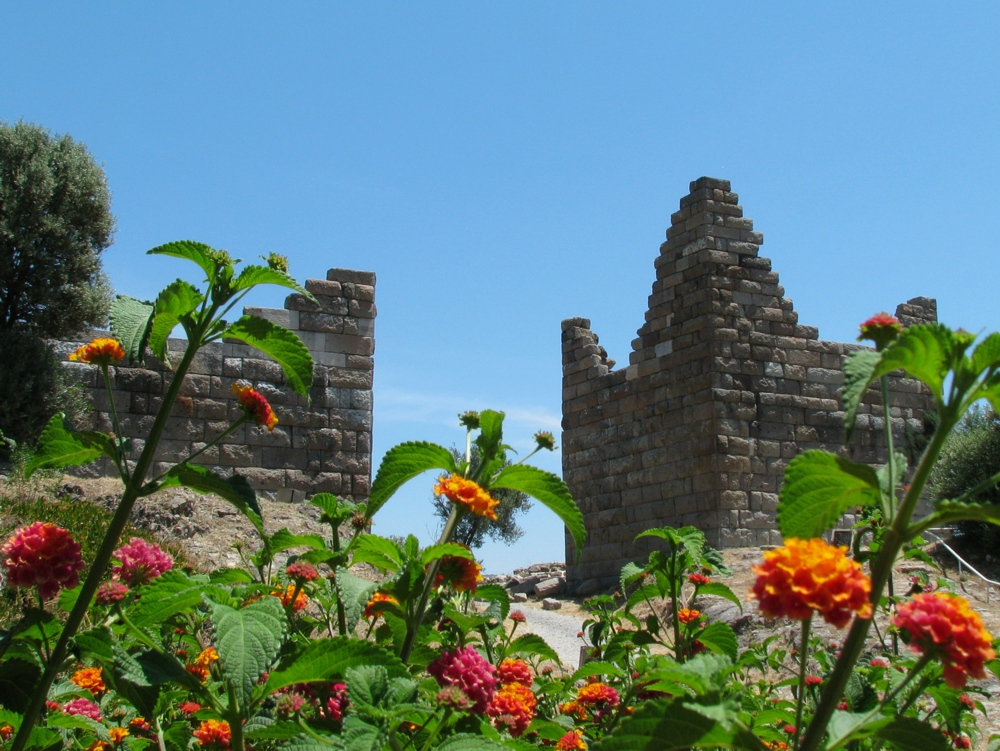
Porta di Myndos, nelle antiche mura di Alicarnasso (Bodrum, Turchia), circa 364 a.C.

Conseguentemente, quando si cerca di capire quali fossero i contenuti delle collezioni di tali biblioteche, le informazioni sono ugualmente scarse. È ragionevole pensare che il nucleo principale delle rispettive collezioni sia stato composto da autori standard: ne esiste una qualche conferma da un'iscrizione di Alicarnasso, la città sulla costa sudoccidentale dell'Asia Minore che diede i natali a Erodoto. Essa cita gli onori ufficiali elargiti a un luminare del luogo, un drammaturgo chiamato Caio Giulio Longiano. Tra gli onori si menziona l'inclusione dei suoi libri "nelle nostre biblioteche cosicché i nostri giovani possano apprendere da essi allo stesso modo con cui apprendono dagli scritti degli antichi". Palese implicazione che i giovani di Alicarnasso avessero a disposizione presso le loro biblioteche (apparentemente più di una, dato che si usa il plurale) le opere di scrittori di altri tempi, di Omero, di Euripide, sicuramente dell'amato antico compaesano Erodoto, e così via - a questi dovevano aggiungersi le opere di Longiano.
Che le biblioteche includessero tra le loro collezioni, le pubblicazioni di autori locali potrebbe esser stata pratica comune: viene confermato a Rodiapoli, una cittadina all'interno sudoccidentale dell'Asia Minore, come anche ad Alicarnasso. L'autore che in questo caso ce lo fa sapere era un medico che, oltre a esercitare la medicina, scriveva trattati su tale materia e li scriveva in versi - cosa non insolita - procurandogli una tale rinomanza che, presso certi gruppi di eruditi intellettuali, veniva chiamato "l'Omero della poesia medica". Le autorità cittadine di Rodiapoli fecero erigere un'iscrizione in onore del loro dottore-poeta e, tra le numerose manifestazioni della sua generosità ricordate nell'iscrizione, figura la donazione di copie delle sue opere alla biblioteca pubblica.

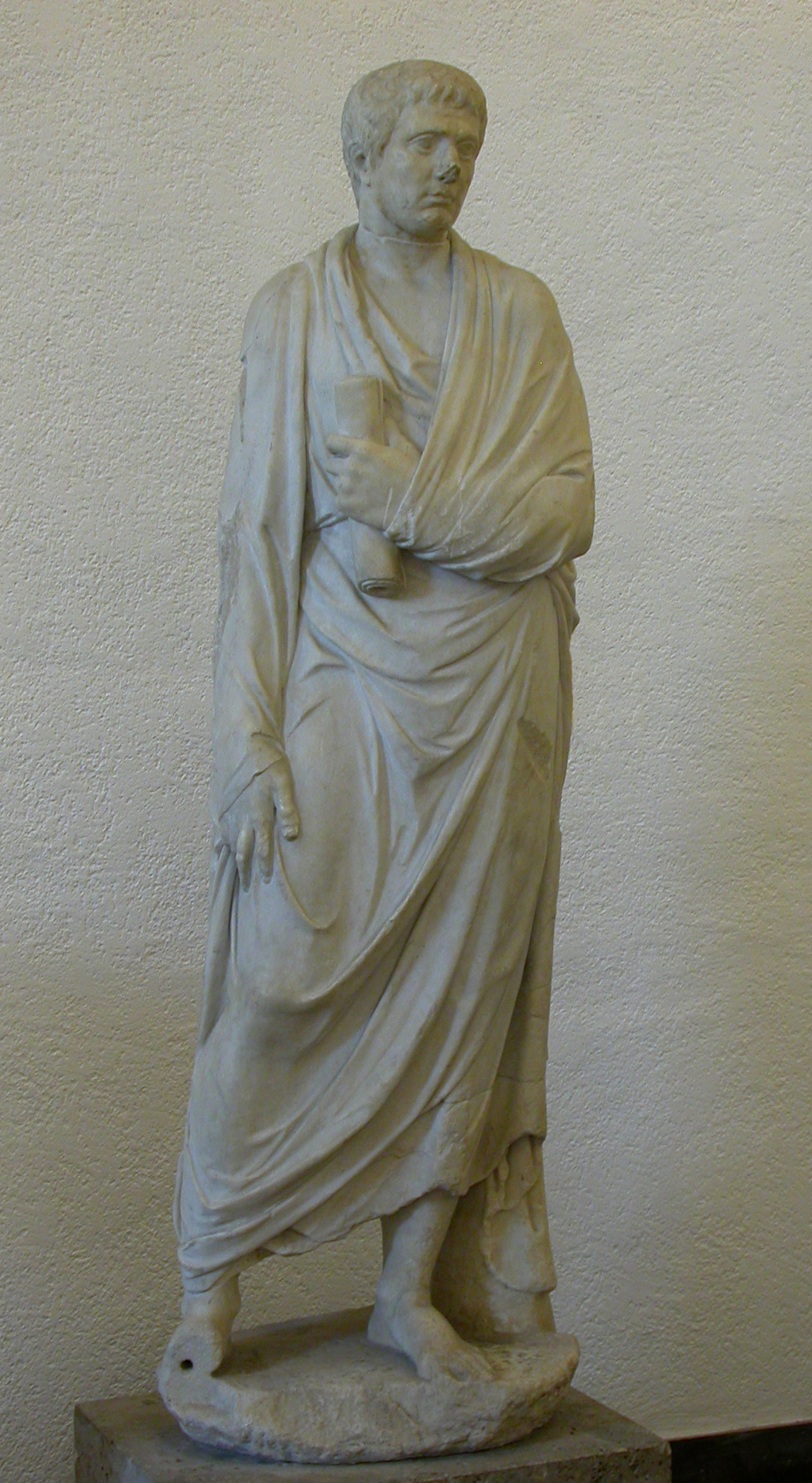
Statua di personaggio antico romano in toga con rotolo.
Museo civico archeologico di Bergamo

Le collezioni di Alicarnasso, di Rodiapoli e di altre nell'oriente, consistevano quasi esclusivamente di libri in greco. I reperti archeologici della biblioteca di Adriano ad Atene, della biblioteca di Celso a Efeso e di altre consimili, mostrano solo una sala. Non ci sono esempi di due sale gemelle come quelle delle biblioteche di Roma, dove le collezioni erano sia in latino sia in greco. Nelle biblioteche dell'ovest romano, i libri presumibilmente erano solo in latino, per cui l'unica sala di Timgad.
Ma esistevano eccezioni, che rivelano la presenza di titoli inaspettati sulle scansie delle biblioteche locali. Lo veniamo a conoscere dalle esperienze di quell'indefesso utente di biblioteche che era Aulo Gellio. Presso la biblioteca di Tibur (Tivoli), Gellio fu in grado di consultare gli Annali di Claudio Quadrigario, uno storico romano delle prime decadi del I secolo a.C. Certo, era in latino, ma non un'opera comune. La sorpresa che emerge a Tibur ce la fornisce Gellio nel raccontare l'erudita disputa tra gli intellettuali che risiedevano in una villa delle vicinanze e che si riferiva a una dichiarazione di Aristotele sui pericoli di bere acqua sciolta dalla neve. I disputanti furono in grado di risolvere il problema facendo riferimento a una raccolta di opere aristoteliche tenuta dalla biblioteca di Tibur, raccolta che si presume fosse solo tra le collezioni di grandi biblioteche. Poi ci fu la sorprendente scoperta che Gellio fece a Patrasso, la fiorente città della costa nordoccidentale del Peloponneso, presso la locale biblioteca: trovò "una copia di indubbia antichità" (librum verae vetustatis) della traduzione in latino dell'Odissea fatta da Livio Andronico. Gellio fa notare che il titolo apposto sul libro non era in latino bensì in greco, scritto in lettere greche. Ciò potrebbe esser stato per favorire gli inservienti della biblioteca, che leggevano l'alfabeto greco molto meglio di quello latino (che a volte non conoscevano per niente). Biblioteche odierne traslitterano titoli in arabo ed ebraico per gli stessi motivi. Cosa ci faceva una traduzione in latino arcaico di un'epopea omerica in una biblioteca cittadina dove la popolazione era greca e l'originale poteva quindi esser acquistato da qualsiasi libreria del luogo? Augusto aveva sistemato un considerevole numero di soldati romani a Patrasso e c'erano lì anche molti altri romani, ma coloro i quali erano abbastanza istruiti da voler usare la biblioteca di Patrasso sarebbero stati anche in grado di leggere il poema in lingua originale. Gellio sottolinea che la copia da lui vista era veramente antica e ciò indica la rarità del libro, che sarebbe stato più logico appartenesse a un bibliofilo. Forse tale bibliofilo l'aveva acquisito durante un viaggio in Italia e se l'era portato a casa e, dopo morto, gli eredi lo avevano donato alla biblioteca? Difficile dirlo.
In conclusione, le librerie provinciali contenevano principalmente i classici standard, ma anche scritti di notabili locali, se esistevano, e ogni tanto apparivano alcune opere inusitate che in qualche modo avevano trovato posto tra le file degli altri libri.